# Marc Bertrán
Marc Bertrán Vilanova (Puebla de Segur, Lérida, Cataluña, España, 22 de mayo de 1982) es un exfutbolista español que se desempeñaba en la posición de lateral derecho.

## Trayectoria
Se formó en la cantera del C. F. Pobla de Segur, y del Real Club Deportivo Espanyol, con el que debutó en la Primera División de España en la temporada 2001/02.
Tras pasar por Córdoba, Cádiz, en Lorca realizó una magnífica temporada a las órdenes de Unai Emery y en la campaña 2007/08 fichó por el C. D. Tenerife. Consiguió el ascenso a la máxima categoría del fútbol español, convirtiéndose en titular indiscutible. En julio de 2009, Racing, Valencia, Espanyol y Real Zaragoza mostraron interés por incorporarle en su plantilla.
Bertrán fue galardonado como mejor defensa de la temporada 2008/09 de la Segunda División por la LFP. Considerado como uno de los mejores laterales de España destaca por su rapidez, pase, lucha y facilidad para atacar por la banda derecha. El 7 de junio de 2011 se hace oficial su fichaje por el CA Osasuna por tres temporadas.
Tras fichar en junio de 2014 por el Recreativo de Huelva no pudo ser inscrito en LaLiga. En enero de 2015 marchó cedido al Club Deportivo Leganés.
Finalizada la temporada, Marc fue fichado en junio de 2015 por el Real Zaragoza con la carta de libertad, firmando un contrato de un año para jugar la temporada 2015/16 con el club de la capital aragonesa.

## Clubes
| Club                       | País   | Año       |
| -------------------------- | ------ | --------- |
| R. C. D. Espanyol "B"      | España | 2001-2004 |
| R. C. D. Espanyol          | España | 2001-2003 |
| Córdoba C. F.              | España | 2005      |
| Cádiz C. F.                | España | 2005-2006 |
| Lorca Deportiva C. F.      | España | 2006      |
| C. D. Tenerife             | España | 2006-2011 |
| C. A. Osasuna              | España | 2011-2014 |
| R. C. Recreativo de Huelva | España | 2014-2015 |
| C. D. Leganés              | España | 2015      |
| Real Zaragoza              | España | 2015-2016 |